# شیپوو
شیپوو (به لاتین: Šipovo) یک منطقهٔ مسکونی در بوسنی و هرزگوین است که در Šipovo Municipality واقع شده‌است. شیپوو ۵۵۳٫۴۱ کیلومتر مربع مساحت و ۱۰٬۲۹۳ نفر جمعیت دارد.